# Corificazione
La corificazione è un processo naturale, simile alla mummificazione, che tende a verificarsi nei cadaveri chiusi in casse di zinco o piombo ermeticamente chiuse, a causa della carenza di ossigeno che rallenta la putrefazione. Consiste nell'acquisizione dei caratteri del cuoio da parte della cute, che resta relativamente morbida, integra ed elastica, a causa di processi chimici di disidratazione e polimerizzazione, che provocano un'indefinita conservazione del corpo.
La trasformazione del cadavere procede  in questi casi in maniera conservativa, per l'arresto dei fenomeni colliquativi (cioè il processo degenerativo del tessuto) e la stabilizzazione delle strutture proteiche, in un processo simile a quello della conciatura delle pelli. La cute assume un colorito giallastro, più scuro nelle parti scoperte (testa e mani). Le articolazioni non sono rigide 
poiché nei tessuti rimane, talvolta, malleabilità. Il fenomeno si completa entro uno o due anni dalla data del decesso.

## Dinamica
I processi trasformativi si verificano in maniera molto lenta e sono estremamente influenzati dalle condizioni ambientali, di conseguenza alla fine non risultano di grande utilità per la datazione della morte, la quale risulta sempre estremamente imprecisa, a meno che non soccorra qualche altro diverso elemento di giudizio.
Ma proprio sulla ripetitività dei segni sopracitati si basa il lavoro del medico legale, in grado il più delle volte di stabilire la causa e l'ora della morte ai fini dell'accertamento di responsabilità umane, volontarie o meno.
Di conseguenza nella pratica giudiziaria, e quindi anche nella medicina legale, è sempre raccomandabile ricercare elementi circostanziali, magari da verificare nel cadavere, come quelli connessi con l'alimentazione e con la veridicità delle modificazioni degli alimenti ingeriti per effetto delle attività digestive.
Perciò raccomandare attenzione nella valutazione cronologica dei fenomeni cinerei è motivato dalle conoscenze scientifiche e dagli insuccessi pratici.